# (8155) Battaglini
(8155) Battaglini ist ein Asteroid des mittleren Hauptgürtels, der am 17. August 1988 von Astronomen am Observatorium San Vittore (IAU-Code 552) in Bologna entdeckt wurde.
Der Asteroid wurde am 2. Februar 1999 nach dem italienischen Mathematiker Giuseppe Battaglini (1826–1894) benannt, der 1860 Professor für höhere Geometrie an der Universität Neapel wurde und sich vor allem mit Geometrie befasste, aber in Rom auch Vorlesungen über Gruppentheorie hielt.
1863 war er einer der Gründer des Giornale di matematiche, dessen Herausgeber er bis zu seinem Tod war.